# A Period of Transition
Albums de Van Morrison
Veedon Fleece
(1974) Wavelength
(1978)
A Period of Transition est le neuvième album studio du chanteur nord-irlandais Van Morrison. Il est publié en avril 1977 par Warner Records. Il a été enregistré entre l'automne 1976 et la fin de l'hiver 1977. A Period of transition est son premier album en deux ans et demi. Il est aujourd'hui largement oublié ou négligé par la plupart des fans occasionnels. Au moment de sa sortie, il est accueilli avec une certaine déception par les critiques et les fans : « La plupart espéraient un travail d'agression vocale primitive qui défierait l'élite émergente des prétendants à Morrison, dont les rangs comprenaient Bruce Springsteen, Bob Seger, Phil Lynott, Graham Parker et Elvis Costello ». Cependant, l'album se distingue encore par plusieurs compositions majeures, dont "Heavy Connection", "Flamingos Fly", "The Eternal Kansas City" et "Cold Wind in August".
Alors qu'il est en pleine composition de l'album, Van Morrison apparait dans le dernier concert de The Band, filmé par Martin Scorsese et sorti au cinéma avec le titre The Last Waltz. Il y apparait avec Dr John, qui joue le piano et la guitare ici sur le présent album.

## Accueil critique
Dans une critique contemporaine pour Rolling Stone, Greil Marcus rejette les chansons comme étant « beaucoup de néo R&B soupirant et haletant » et dit que « les performances de Morrison trouvent rarement un point focal, presque jamais un groove ... ». Robert Christgau écrit lui dans The Village Voice : « En général, c'est un disque peu excitant - mais pas définitivement ». Peter Knobler écrit dans Crawdaddy : « Les souffrances des premiers travaux de Morrison sont submergées - pas effacées, ni même niées, mais elles n'empêchent pas le plaisir évident qui fait avancer l'album ».
Dans une critique rétrospective pour AllMusic, Stephen Thomas Erlewine se montre plus positif et déclare que l'album est « chaleureux, accueillant, imprégné de spiritualité et d'humour ». Le biographe Steve Turner qualifie l'album de « léthargique et sans inspiration », mais il ajoute qu'il s'agissait peut-être de l'album dont Morrison avait besoin après avoir été largement absent du monde de la musique pendant près de trois ans.

## Les titres
Toutes les chansons sont écrites et composées par Van Morrison.
| A Period of Transition | A Period of Transition              | A Period of Transition | A Period of Transition | A Period of Transition | A Period of Transition | A Period of Transition | A Period of Transition | A Period of Transition | A Period of Transition |
| No                     | Titre                               | Durée                  |                        |                        |                        |                        |                        |                        |                        |
| ---------------------- | ----------------------------------- | ---------------------- | ---------------------- | ---------------------- | ---------------------- | ---------------------- | ---------------------- | ---------------------- | ---------------------- |
| 1.                     | You Gotta Make It Through the World | 5:10                   |                        |                        |                        |                        |                        |                        |                        |
| 2.                     | It Fills You Up                     | 4:34                   |                        |                        |                        |                        |                        |                        |                        |
| 3.                     | The Eternal Kansas City             | 5:26                   |                        |                        |                        |                        |                        |                        |                        |
| 4.                     | Joyous Sound                        | 2:48                   |                        |                        |                        |                        |                        |                        |                        |
| 5.                     | Flamingos Fly                       | 4:41                   |                        |                        |                        |                        |                        |                        |                        |
| 6.                     | Heavy Connection                    | 5:23                   |                        |                        |                        |                        |                        |                        |                        |
| 7.                     | Cold Wind in August                 | 5:48                   |                        |                        |                        |                        |                        |                        |                        |
| 33:50                  |                                     |                        |                        |                        |                        |                        |                        |                        |                        |

## Musiciens
- Van Morrison : Chant, guitares acoustiques et électriques, harmonica
- Marlo Henderson : guitare
- Dr. John : guitare sur It Fills You Up, pianos acoustique et électrique
- Reggie McBride : basse
- Jerry Jumonville : saxophones alto et ténor
- Joel Peskin : saxophone baryton
- Mark Underwood : trompette
- Robbie Montgomery, Roger Kennerly-Saint, Gregory Wright, Carlena Williams, Paulette Parker, Candy Nash, Toni McVey, Gary Garrett et Joe Powell : chœurs
- Ollie E. Brown : Batterie

## Classements
| Année | Chart                | Position |
| ----- | -------------------- | -------- |
| 1977  | Billboard Pop Albums | 43       |
| 1977  | UK Albums Chart      | 23       |

## Sources
- Clinton Heylin (2003). Can You Feel the Silence? Van Morrison: A New Biography, Chicago Review Press  (ISBN 1-55652-542-7)
- Brian Hinton (1997). Celtic Crossroads: The Art of Van Morrison, Sanctuary,  (ISBN 1-86074-169-X)
- Johnny Rogan (2006). Van Morrison: No Surrender, London:Vintage Books  (ISBN 978-0-09-943183-1)
- Steve Turner (1993). Van Morrison: Too Late to Stop Now, Viking Penguin,  (ISBN 0-670-85147-7)